# Andoni Iraola
Andoni Iraola Sagarna (phát âm tiếng Basque: [andoni iɾa.ola s̺aɣarna], phát âm tiếng Tây Ban Nha: [anˈdoni iɾaˈola saˈɣaɾna], sinh ngày 22 tháng 6 năm 1982) là một huấn luyện viên bóng đá và cựu cầu thủ bóng đá chuyên nghiệp người Tây Ban Nha. Ông hiện đang là huấn luyện viên của câu lạc bộ bóng đá AFC Bournemouth tại Premier League.
Khi còn là cầu thủ, Iraola chơi chủ yếu ở vị trí hậu vệ cánh phải trong suốt sự nghiệp của mình. Ông được biết đến qua tính hiếu chiến và kỹ năng chuyền bóng tốt. Ông đã dành phần lớn sự nghiệp chuyên nghiệp của mình cho Athletic Bilbao với 510 trận đấu cạnh tranh trong vòng 12 mùa giải. Vào năm 2016, ông đã giã từ sự nghiệp cầu thủ của mình với New York City FC.
Iraola bắt đầu sự nghiệp huấn luyện viên vào năm 2018 với câu lạc bộ Síp AEK Larnaca. Sau đó, ông quay trở lại Tây Ban Nha để huấn luyện các câu lạc bộ CD Mirandés và Rayo Vallecano từ năm 2019 cho đến năm 2023. Từ năm 2023 trở đi, ông là huấn luyện viên hiện tại của câu lạc bộ AFC Bournemouth tại Premier League.

## Sự nghiệp huấn luyện viên

### AEK Larnaca
Iraola được bổ nhiệm làm huấn luyện viên của câu lạc bộ Síp AEK Larnaca vào ngày 18 tháng 6 năm 2018, kế nhiệm người đồng hương Imanol Idiakez. Ông bị sa thải vào ngày 14 tháng 1 năm 2019 sau gần hai tháng không giành được một trận thắng nào.

### Mirandés
Vào ngày 10 tháng 7 năm 2019, Iraola thay thế Borja Jiménez để dẫn dắt Mirandés, đội bóng mới được thăng hạng lên Segunda División. Ông đã đưa đội bóng vào bán kết Cúp Nhà vua Tây Ban Nha lần thứ hai trong suốt lịch sử 92 năm của câu lạc bộ, đáng chú ý là đánh bại các đội bóng hàng đầu là Celta, Sevilla và Villarreal. Vào ngày 21 tháng 7 năm 2020, ông rời câu lạc bộ sau khi hợp đồng của ông hết hạn.

### Rayo Vallecano
Iraola vẫn ở giải hạng nhì vào tháng 8 năm 2020 khi thay thế Paco Jémez tại Rayo Vallecano. Vào ngày 6 tháng 7 năm 2021, ông đã gia hạn hợp đồng đến năm 2022 sau khi câu lạc bộ thăng hạng lên La Liga ở vòng loại trực tiếp. Mùa giải tiếp theo, ông lại dẫn dắt câu lạc bộ vào bán kết cúp quốc gia. Đây là lần thứ hai Rayo đạt được thành tích đó kể từ 40 năm trở đi.
Vào tháng 2 năm 2023, Iraola được câu lạc bộ Leeds United tại Premier League tiếp cận nhưng đã từ chối vì không được phép rời Sân bóng đá Vallecas. Ông rời đi vào cuối mùa giải sau khi từ chối lời đề nghị gia hạn.

## Phong cách huấn luyện
Iraola ưa chuộng đội hình 4–3–3 hoặc 4–3–2–1 và tập trung vào việc thu hồi bóng nhanh. Với các cầu thủ chạy cánh nhanh, tiền vệ chạy không biết mệt mỏi và một tiền vệ phòng ngự có xu hướng lùi sâu khi xây dựng từ phía sau khi các hậu vệ biên đẩy lên phía trước, trọng tâm chính của ông là gây sự bất ngờ cho đối phương.

## Thống kê sự nghiệp

### Câu lạc bộ
| Câu lạc bộ          | Mùa giải            | Giải vô địch        | Giải vô địch | Giải vô địch | Cúp quốc gia | Cúp quốc gia | Châu lục | Châu lục | Khác | Khác | Tổng cộng | Tổng cộng |
| Câu lạc bộ          | Mùa giải            | Hạng đấu            | Trận         | Bàn          | Trận         | Bàn          | Trận     | Bàn      | Trận | Bàn  | Trận      | Bàn       |
| ------------------- | ------------------- | ------------------- | ------------ | ------------ | ------------ | ------------ | -------- | -------- | ---- | ---- | --------- | --------- |
| Basconia            | 2000–01             | Tercera División    | 35           | 4            | –            | –            | –        | –        | –    | –    | 35        | 4         |
| Bilbao Athletic     | 2001–02             | Segunda División    | 38           | 5            | –            | –            | –        | –        | –    | –    | 38        | 5         |
| Bilbao Athletic     | 2002–03             | Segunda División    | 37           | 10           | –            | –            | –        | –        | –    | –    | 37        | 10        |
| Bilbao Athletic     | Tổng cộng           | Tổng cộng           | 75           | 15           | –            | –            | –        | –        | –    | –    | 75        | 15        |
| Athletic Bilbao     | 2003–04             | La Liga             | 30           | 5            | 1            | 0            | –        | –        | –    | –    | 31        | 5         |
| Athletic Bilbao     | 2004–05             | La Liga             | 34           | 4            | 7            | 1            | 8        | 1        | –    | –    | 49        | 6         |
| Athletic Bilbao     | 2005–06             | La Liga             | 38           | 3            | 4            | 0            | –        | –        | –    | –    | 42        | 3         |
| Athletic Bilbao     | 2006–07             | La Liga             | 35           | 5            | 2            | 0            | –        | –        | –    | –    | 37        | 5         |
| Athletic Bilbao     | 2007–08             | La Liga             | 36           | 1            | 5            | 1            | –        | –        | –    | –    | 41        | 2         |
| Athletic Bilbao     | 2008–09             | La Liga             | 33           | 6            | 8            | 0            | –        | –        | –    | –    | 41        | 6         |
| Athletic Bilbao     | 2009–10             | La Liga             | 37           | 2            | 2            | 0            | 11       | 0        | 2    | 0    | 52        | 2         |
| Athletic Bilbao     | 2010–11             | La Liga             | 37           | 4            | 4            | 0            | –        | –        | –    | –    | 41        | 4         |
| Athletic Bilbao     | 2011–12             | La Liga             | 35           | 1            | 9            | 0            | 15       | 0        | –    | –    | 59        | 1         |
| Athletic Bilbao     | 2012–13             | La Liga             | 35           | 0            | 1            | 0            | 7        | 1        | –    | –    | 43        | 1         |
| Athletic Bilbao     | 2013–14             | La Liga             | 34           | 1            | 6            | 0            | 0        | 0        | –    | –    | 40        | 1         |
| Athletic Bilbao     | 2014–15             | La Liga             | 22           | 1            | 6            | 0            | 5        | 1        | –    | –    | 33        | 2         |
| Athletic Bilbao     | Tổng cộng           | Tổng cộng           | 406          | 33           | 56           | 2            | 46       | 3        | 2    | 0    | 510       | 38        |
| New York City FC    | 2015                | Major League Soccer | 9            | 0            | 0            | 0            | –        | –        | –    | –    | 9         | 0         |
| New York City FC    | 2016                | Major League Soccer | 29           | 0            | 0            | 0            | –        | –        | 2    | 0    | 31        | 0         |
| New York City FC    | Tổng cộng           | Tổng cộng           | 38           | 0            | 0            | 0            | –        | –        | 2    | 0    | 40        | 0         |
| Tổng cộng sự nghiệp | Tổng cộng sự nghiệp | Tổng cộng sự nghiệp | 554          | 52           | 56           | 2            | 46       | 3        | 4    | 0    | 660       | 57        |

1. ↑  Bao gồm Copa del Rey và MLS Cup
2. ↑  Ra sân tại UEFA Cup
3. 1 2 3 4  Ra sân tại UEFA Europa League
4. ↑  Ra sân tại Supercopa de España
5. ↑  Ra sân tại Play-off MLS Cup

### Quốc tế
| Đội tuyển quốc gia | Năm       | Trận | Bàn |
| ------------------ | --------- | ---- | --- |
| Tây Ban Nha        | 2008      | 2    | 0   |
| Tây Ban Nha        | 2009      | 2    | 0   |
| Tây Ban Nha        | 2011      | 3    | 0   |
| Tổng cộng          | Tổng cộng | 7    | 0   |

## Thống kê sự nghiệp huấn luyện viên
Tính đến 25 tháng 1 năm 2025
| Đội             | Từ                  | Đến                 | Thống kê | Thống kê | Thống kê | Thống kê | Thống kê |
| Đội             | Từ                  | Đến                 | Trận     | T        | H        | B        | % thắng  |
| --------------- | ------------------- | ------------------- | -------- | -------- | -------- | -------- | -------- |
| AEK Larnaca     | 23 tháng 5 năm 2018 | 14 tháng 1 năm 2019 | 29       | 12       | 9        | 8        | 041,38   |
| Mirandés        | 10 tháng 7 năm 2019 | 21 tháng 7 năm 2020 | 49       | 18       | 17       | 14       | 036,73   |
| Rayo Vallecano  | 6 tháng 8 năm 2020  | 30 tháng 6 năm 2023 | 136      | 54       | 32       | 50       | 039,71   |
| AFC Bournemouth | 1 tháng 7 năm 2023  | nay                 | 69       | 29       | 16       | 24       | 042,03   |
| Tổng cộng       | Tổng cộng           | Tổng cộng           | 283      | 113      | 74       | 96       | 039,93   |

## Danh hiệu

### Cầu thủ
Athletic Bilbao
- Á quân Copa del Rey: 2008–09, 2011–12, 2014–15
- Á quân Supercopa de España: 2009
- Á quân UEFA Europa League: 2011–12

### Huấn luyện viên
AEK Larnaca
- Siêu cúp bóng đá Síp: 2018

### Cá nhân

#### Huấn luyện viên
- Huấn luyện viên giải bóng đá Ngoại hạng Anh xuất sắc nhất tháng: Tháng 3 năm 2024